# 哈利·鬼艷
哈利·鬼艷先生（英語：Mr. Harley Quin）是英國作家阿嘉莎·克莉絲蒂筆下的一名虛構人物，最早在短篇集《謎樣的鬼豔先生》（1930年）中登場。
行蹤神秘的鬼艷先生是沙特衛先生的朋友。每則故事中沙特衛遇到問題時，鬼艷先生都會登場，引導沙特衛找出真相。

## 創作構想
哈利·鬼艷（Harley Quin）此一姓名源自於意大利即興喜劇中的丑角哈爾利奎小丑（Harlequin）
克莉絲蒂在其自傳中表示鬼艷先生和沙特衛先生都是她喜歡的角色，她不想把鬼艷先生型的故事寫成連載小說，只在有興緻時才會寫。她說：「鬼艷先生只是忽然在一個故事中出現的人物，一個刺激性的人物，只此而已。只要有他出現，就會對人類有影響。」:584